# Microdytes
Microdytes — рід жуків родини плавунцевих (Dytiscidae). Включає 42 види.

## Поширення
Представники цього роду населяють Азію. Вони поширені від Індії на заході та Китаю та Японії на півночі до Індонезії на південному сході.

## Опис
Маленькі, широкоовальні жуки. Забарвлення, переважно, чорно-жовте.

## Види
- Microdytes akitai Wewalka, 1997
- Microdytes balkei Wewalka, 1997
- Microdytes belli J.Balfour-Browne, 1946
- Microdytes bistroemi Wewalka, 1997
- Microdytes boukali Wewalka, 1997
- Microdytes championi J.Balfour-Browne, 1946
- Microdytes dimorphus Wewalka, 1997
- Microdytes elgae Hendrich, Balke & Wewalka, 1995
- Microdytes franzi Wewalka & Wang, 1998
- Microdytes gabrielae Wewalka, 1997
- Microdytes hainanensis Wewalka, 1997
- Microdytes hendrichi Wewalka, 1997
- Microdytes holzmannorum Wewalka & Wang, 1998
- Microdytes jaechi Wewalka, 1997
- Microdytes lotteae Wewalka, 1998
- Microdytes maculatus (Motschulsky, 1859)
- Microdytes mariannae Wewalka, 1997
- Microdytes mazzoldii Wewalka & Wang, 1998
- Microdytes menopausis Wewalka, 1997
- Microdytes nilssoni Wewalka, 1997
- Microdytes pasiricus (Csiki, 1938)
- Microdytes sabitae Vazirani, 1968
- Microdytes sarawakensis Wewalka, 1997
- Microdytes satoi Wewalka, 1997
- Microdytes schoedli Wewalka, 1997
- Microdytes schoenmanni Wewalka, 1997
- Microdytes schuhi Wewalka, 1997
- Microdytes schwendingeri Wewalka, 1997
- Microdytes shepardi Wewalka, 1997
- Microdytes shunichii Satô, 1995
- Microdytes sinensis Wewalka, 1997
- Microdytes tomokunii Satô, 1981
- Microdytes uenoi Satô, 1972
- Microdytes zetteli Wewalka, 1997